# Lijst van onroerend erfgoed in Antwerpen/Luchtbal-Rozemaai-Schoonbroek
Een overzicht van het onroerend erfgoed in de wijk Luchtbal-Rozemaai-Schoonbroek in de gemeente Antwerpen. Het onroerend erfgoed maakt onderdeel uit van het cultureel erfgoed in België.

## Monumenten
| Object                                  | Erfgoedstatus? | Bouwjaar of architect | Deelgemeente | Adres           | Coördinaten                   | Nummer? | Afbeelding              |
| --------------------------------------- | -------------- | --------------------- | ------------ | --------------- | ----------------------------- | ------- | ----------------------- |
| Sint-Laurentiuskerk met beschermd orgel | Ja             |                       | Antwerpen    | Schoonbroek     | 51° 16' 46" NB, 4° 24' 36" OL | 200914  | Upload foto             |
| Scholencomplex Luchtbal                 | Ja             |                       | Antwerpen    | Quebecstraat 3  |                               | 206838  | Scholencomplex Luchtbal |
| Kazerne S.B. Housmans                   |                |                       | Antwerpen    | Noorderlaan 500 |                               | 213829  | Kazerne S.B. Housmans   |

## Bouwkundige gehelen
| Object   | Erfgoedstatus? | Bouwjaar of architect | Deelgemeente | Adres | Coördinaten | Nummer? | Afbeelding  |
| -------- | -------------- | --------------------- | ------------ | --- | ----------- | ------- | ----------- |
| Luchtbal |                |                       | Antwerpen    | Argentiniëlaan 1-20, 49-49C, 50, 51 en 60-73 Baltimorestraat 28-60 en 29-53 Belfaststraat 1-23, 39-45 en 2A-34 Bostonstraat 1-31 en 2-56 Bristolstraat 1-41 en 2-32 Brooklynstraat 1-27 en 2-24 Canadalaan 103-113, 201-247, 130-176, 218-252 en 258-286 Cardiffstraat 1-21 en 2-40 Chicagostraat 2-34 Columbiastraat 171-217, 4-8 en 110-112 Doctor Decrolystraat 2 Dublinstraat 1-3, 17-27, 2-16 en 26-52 Generaal Simondslaan 1 en 2-28 Glasgowstraat 1-59 en 2-40 Grimsbystraat 2-30 en 9-27 Groenendaallaan 230-388 Havanastraat 2-12 Hondurasstraat 1-11 en 2-12 Liverpoollaan 1-57 en 2-16 Manchesterlaan 1-9 en 25-51 Montrealstraat 1-11 en 2-6 Noorderlaan 108, 120 en 200-232 Perustraat 4-8 Philadelphiastraat 1-43 en 2-44 Quebecstraat 1-3 Santiagostraat 2 en 21-35 Tampicoplein 2-16 Venezuelastraat 1-5 en 2-6 |             | 122126  | Upload foto |

District Antwerpen: Antwerpen-Noord · Brederode · Centraal Station · Dam · Eilandje · Haringrode · Harmonie · Havengebied · Historisch Centrum (Oude Stad · Hoogstraat · Groenplaats) · Kiel · Linkeroever · Luchtbal-Rozemaai-Schoonbroek · Markgrave · Meirwijk · Middelheim · Schipperskwartier · Sint-Andries · Stadspark · Tentoonstellingswijk · Theaterbuurt · Universiteitsbuurt · Zuid · Zurenborg

Overige districten: Berchem · Berendrecht-Zandvliet-Lillo · Borgerhout · Deurne · Ekeren · Hoboken · Merksem · Wilrijk

Onroerend erfgoed in de provincie Antwerpen